# Moteur D Renault
Le moteur D Renault est un moteur thermique automobile à combustion interne, essence quatre temps, avec 4 cylindres en ligne alésés directement dans le bloc en fonte, refroidi par eau, doté d'un vilebrequin 5 paliers, avec arbre(s) à cames en tête entraîné(s) par une courroie de distribution crantée, avec une culasse en aluminium, soupapes en tête, fabriqué par la Société Française de Mécanique pour Renault, faisant son apparition sur la Twingo I et la Clio I phase 3. Ce moteur existe en versions 8 et 16 soupapes.

## Histoire
Cette section ne s'appuie pas, ou pas assez, sur des sources secondaires ou tertiaires indépendantes du sujet.

Pour l'améliorer, ajoutez-en, ou placez des modèles {{Source secondaire souhaitée}} ou {{Source secondaire nécessaire}} sur les passages mal sourcés. (février 2025)
Le « moteur D » a été conçu du fait que le « moteur Energy » 1.2 de la Clio de par sa conception avec sa culasse hémisphérique qui place l'échappement à l'avant de la culasse ne pouvait pas se loger sous le capot de la petite Twingo. Au lancement de la Twingo en 1993, chez Renault on ne croyait pas trop au succès de cette petite voiture, à ce moment-là, le « moteur Energy » était apparu récemment, il était donc impensable de concevoir un autre moteur de cylindrée et de puissance équivalente, la conception d'un moteur engendre plusieurs années d'études et les frais sont considérables. Alors pour lancer sa Twingo en 1993, Renault ressort son mythique et éprouvé « moteur Cléon-Fonte » dans une cylindrée exclusive (1 239 cm3), qui lui pouvait se loger sous le capot de la petite Renault, en l'équipant d'un système d'injection monopoint. Le « moteur Cléon-Fonte » est de conception ancienne, puisqu'il a un arbre à cames latéral (avec culbuteurs et tiges de culbuteurs), cette motorisation est apparue en 1962 sur les Renault Floride S et Renault 8. 
Pour 1997, de nouvelles normes pollutions devraient être appliquées. Renault aurait pu conserver le 1.2 « Cléon-Fonte » sur la Twingo et le 1.2 « Energy » sur la Clio, en appliquant des modifications sur ses moteurs, notamment en les équipant chacun d'injection multipoints, mais plutôt que d'investir des frais d'études sur 2 motorisations différentes et devant le succès inattendu de la Twingo, il a été préféré d'opter pour une nouvelle motorisation qui pouvait aussi bien se monter sur la Twingo que sur la Clio, d'où la naissance du « moteur D ». Ce nouveau moteur de type D7F était produit à Douvrin par la Société Française de Mécanique [source insuffisante].
Le « moteur D » est équipé comme le « moteur Energy » d'une culasse hémisphérique intégrant l'arbre à cames, mais l'échappement est placé à l'arrière de la culasse, afin de pouvoir rentrer sous le capot de la Twingo. Concernant l'usinage des cylindres, ce moteur n'a plus de chemises amovibles comme c'était le cas sur les moteurs « Cléon-Fonte » et « Energy ». Le sens de rotation de ce moteur est horaire (côté distribution), comme sur ses prédécesseurs.

### Évolutions
La version D7F du moteur, (60 ch et 93 N m), équipe à partir de 1996, la Twingo I et la Clio I phase 3. Il se trouve également sous les capots de l'Express, Kangoo I, Clio II, Clio III et Twingo II. 
En décembre 2000, le « moteur D » se voit coiffé d'une culasse 16 soupapes, de type D4F (75 ch et 105 N m), sur les Twingo I, Twingo II, Clio II, Clio III, Clio IV, Mitsubishi Mirage, W MOTORI Kelipta, Kangoo I, Logan I, Logan II, Sandero I et Sandero II.
En juin 2007, un turbo est également greffé au moteur D4Ft (101 ch et 145 N m, plus tard 103 ch et 155 N m). Ce moteur a équipé les Twingo II, Wind, Clio III et Modus sous la dénomination commerciale TCe 100.
Le « moteur D » existe également en 1.0 avec 8 soupapes (type D7D), et 1.0 avec 16 soupapes (D4D), à l'export.

### Projet diesel
Une variante diesel a été à l'étude pendant un temps ; il s'agissait d'un 1.2 dCi type D9F. Le projet a cependant été abandonné au profit d'une version dégonflée du 1.5 dCi (K9K)[source secondaire souhaitée].

## Caractéristiques
Selon le manuel d'atelier Renault pour le « moteur D » (édition française).
| Type    | Production | Architecture         | Alésage | Course  | Cylindrée         | Puissance                     | Couple                 |
| ------- | ---------- | -------------------- | ------- | ------- | ----------------- | ----------------------------- | ---------------------- |
| D7D 700 | -          | 4 cylindres en ligne | 69 mm   | 66,8 mm | 999 cm3 (1,0 L)   | 40 kW (54 ch) à - tr/min      |                        |
| D7D 740 | -          | 4 cylindres en ligne | 69 mm   | 66,8 mm | 999 cm3 (1,0 L)   | 43 kW (58 ch) à - tr/min      |                        |
| D7D 760 | -          | 4 cylindres en ligne | 69 mm   | 66,8 mm | 999 cm3 (1,0 L)   | 40 kW (54 ch) à - tr/min      |                        |
| D4D 700 | -          | 4 cylindres en ligne | 69 mm   | 66,8 mm | 999 cm3 (1,0 L)   | 44 kW (60 ch) à - tr/min      |                        |
| D4D 706 | -          | 4 cylindres en ligne | 69 mm   | 66,8 mm | 999 cm3 (1,0 L)   | 52 kW (71 ch) à - tr/min      |                        |
| D4D 712 | -          | 4 cylindres en ligne | 69 mm   | 66,8 mm | 999 cm3 (1,0 L)   | 50 kW (68 ch) à - tr/min      |                        |
| D4D 720 | -          | 4 cylindres en ligne | 69 mm   | 66,8 mm | 999 cm3 (1,0 L)   | 44 kW (60 ch) à - tr/min      |                        |
| D4D 752 | -          | 4 cylindres en ligne | 69 mm   | 66,8 mm | 999 cm3 (1,0 L)   | 57 kW (77 ch) à 6 000 tr/min  | 100 N m à 4 250 tr/min |
| D4D 754 | -          | 4 cylindres en ligne | 69 mm   | 66,8 mm | 999 cm3 (1,0 L)   | 52 kW (71 ch) à - tr/min      |                        |
| D4D 756 | -          | 4 cylindres en ligne | 69 mm   | 66,8 mm | 999 cm3 (1,0 L)   | 52 kW (71 ch) à - tr/min      |                        |
| D4D 760 | -          | 4 cylindres en ligne | 69 mm   | 66,8 mm | 999 cm3 (1,0 L)   | 57 kW (78 ch) à - tr/min      |                        |
| D7F 700 | -          | 4 cylindres en ligne | 69 mm   | 76,8 mm | 1 149 cm3 (1,2 L) | 40 kW (54 ch) à - tr/min      |                        |
| D7F 701 | -          | 4 cylindres en ligne | 69 mm   | 76,8 mm | 1 149 cm3 (1,2 L) | 40 kW (54 ch) à - tr/min      |                        |
| D7F 702 | -          | 4 cylindres en ligne | 69 mm   | 76,8 mm | 1 149 cm3 (1,2 L) | 43 kW (58 ch) à - tr/min      |                        |
| D7F 703 | -          | 4 cylindres en ligne | 69 mm   | 76,8 mm | 1 149 cm3 (1,2 L) | 43 kW (58 ch) à - tr/min      |                        |
| D7F 704 | -          | 4 cylindres en ligne | 69 mm   | 76,8 mm | 1 149 cm3 (1,2 L) | 43 kW (58 ch) à - tr/min      |                        |
| D7F 706 | -          | 4 cylindres en ligne | 69 mm   | 76,8 mm | 1 149 cm3 (1,2 L) | 43 kW (58 ch) à - tr/min      |                        |
| D7F 708 | -          | 4 cylindres en ligne | 69 mm   | 76,8 mm | 1 149 cm3 (1,2 L) | 43 kW (58 ch) à - tr/min      |                        |
| D7F 710 | -          | 4 cylindres en ligne | 69 mm   | 76,8 mm | 1 149 cm3 (1,2 L) | 43 kW (58 ch) à - tr/min      |                        |
| D7F 720 | -          | 4 cylindres en ligne | 69 mm   | 76,8 mm | 1 149 cm3 (1,2 L) | 43 kW (58 ch) à - tr/min      |                        |
| D7F 722 | -          | 4 cylindres en ligne | 69 mm   | 76,8 mm | 1 149 cm3 (1,2 L) | 43 kW (58 ch) à - tr/min      |                        |
| D7F 726 | -          | 4 cylindres en ligne | 69 mm   | 76,8 mm | 1 149 cm3 (1,2 L) | 43 kW (58 ch) à - tr/min      |                        |
| D7F 730 | -          | 4 cylindres en ligne | 69 mm   | 76,8 mm | 1 149 cm3 (1,2 L) | 40 kW (54 ch) à - tr/min      |                        |
| D7F 744 | -          | 4 cylindres en ligne | 69 mm   | 76,8 mm | 1 149 cm3 (1,2 L) | 43 kW (58 ch) à - tr/min      |                        |
| D7F 746 | -          | 4 cylindres en ligne | 69 mm   | 76,8 mm | 1 149 cm3 (1,2 L) | 44 kW (60 ch) à 5 250 tr/min  | 93 N m à 2 500 tr/min  |
| D7F 764 | -          | 4 cylindres en ligne | 69 mm   | 76,8 mm | 1 149 cm3 (1,2 L) | 43 kW (58 ch) à - tr/min      |                        |
| D7F 766 | -          | 4 cylindres en ligne | 69 mm   | 76,8 mm | 1 149 cm3 (1,2 L) | 43 kW (58 ch) à - tr/min      |                        |
| D7F 800 | -          | 4 cylindres en ligne | 69 mm   | 76,8 mm | 1 149 cm3 (1,2 L) | 43 kW (58 ch) à - tr/min      |                        |
| D4F 702 | -          | 4 cylindres en ligne | 69 mm   | 76,8 mm | 1 149 cm3 (1,2 L) | 55 kW (75 ch) à - tr/min      |                        |
| D4F 704 | -          | 4 cylindres en ligne | 69 mm   | 76,8 mm | 1 149 cm3 (1,2 L) | 55 kW (75 ch) à - tr/min      |                        |
| D4F 706 | -          | 4 cylindres en ligne | 69 mm   | 76,8 mm | 1 149 cm3 (1,2 L) | 55 kW (75 ch) à - tr/min      |                        |
| D4F 708 | -          | 4 cylindres en ligne | 69 mm   | 76,8 mm | 1 149 cm3 (1,2 L) | 44 kW (60 ch) à - tr/min      |                        |
| D4F 712 | -          | 4 cylindres en ligne | 69 mm   | 76,8 mm | 1 149 cm3 (1,2 L) | 50 kW (68 ch) à - tr/min      |                        |
| D4F 714 | -          | 4 cylindres en ligne | 69 mm   | 76,8 mm | 1 149 cm3 (1,2 L) | 55 kW (75 ch) à - tr/min      |                        |
| D4F 716 | -          | 4 cylindres en ligne | 69 mm   | 76,8 mm | 1 149 cm3 (1,2 L) | 55 kW (75 ch) à - tr/min      |                        |
| D4F 722 | -          | 4 cylindres en ligne | 69 mm   | 76,8 mm | 1 149 cm3 (1,2 L) | 55 kW (75 ch) à - tr/min      |                        |
| D4F 728 | -          | 4 cylindres en ligne | 69 mm   | 76,8 mm | 1 149 cm3 (1,2 L) | 54 kW (73 ch) à - tr/min      |                        |
| D4F 730 | -          | 4 cylindres en ligne | 69 mm   | 76,8 mm | 1 149 cm3 (1,2 L) | 55 kW (75 ch) à - tr/min      |                        |
| D4F 732 | -          | 4 cylindres en ligne | 69 mm   | 76,8 mm | 1 149 cm3 (1,2 L) | 53 kW (72 ch) à - tr/min      |                        |
| D4F 734 | -          | 4 cylindres en ligne | 69 mm   | 76,8 mm | 1 149 cm3 (1,2 L) | 53 kW (72 ch) à - tr/min      |                        |
| D4F 740 | -          | 4 cylindres en ligne | 69 mm   | 76,8 mm | 1 149 cm3 (1,2 L) | 48 kW (65 ch) à - tr/min      |                        |
| D4F 742 | -          | 4 cylindres en ligne | 69 mm   | 76,8 mm | 1 149 cm3 (1,2 L) | 55 kW (75 ch) à - tr/min      |                        |
| D4F 744 | -          | 4 cylindres en ligne | 69 mm   | 76,8 mm | 1 149 cm3 (1,2 L) | 53 kW (72 ch) à - tr/min      |                        |
| D4F 764 | -          | 4 cylindres en ligne | 69 mm   | 76,8 mm | 1 149 cm3 (1,2 L) | 43 kW (58 ch) à - tr/min      |                        |
| D4F 770 | -          | 4 cylindres en ligne | 69 mm   | 76,8 mm | 1 149 cm3 (1,2 L) | 55 kW (75 ch) à - tr/min      |                        |
| D4F 772 | -          | 4 cylindres en ligne | 69 mm   | 76,8 mm | 1 149 cm3 (1,2 L) | 55 kW (75 ch) à - tr/min      |                        |
| D4F 780 | -          | 4 cylindres en ligne | 69 mm   | 76,8 mm | 1 149 cm3 (1,2 L) | 74 kW (100 ch) à - tr/min     |                        |
| D4F 782 | -          | 4 cylindres en ligne | 69 mm   | 76,8 mm | 1 149 cm3 (1,2 L) | 74 kW (101 ch) à - tr/min     |                        |
| D4F 784 | -          | 4 cylindres en ligne | 69 mm   | 76,8 mm | 1 149 cm3 (1,2 L) | 74 kW (101 ch) à - tr/min     |                        |
| D4F 786 | -          | 4 cylindres en ligne | 69 mm   | 76,8 mm | 1 149 cm3 (1,2 L) | 76 kW (103 ch) à - tr/min     |                        |
| D4F 790 | -          | 4 cylindres en ligne | 69 mm   | 76,8 mm | 1 149 cm3 (1,2 L) | 55 kW (75 ch) à - tr/min      |                        |
| D4Ft    | -          | 4 cylindres en ligne | 69 mm   | 76,8 mm | 1 149 cm3 (1,2 L) | 74 kW (100 ch) à 5 500 tr/min | 145 N m à 3 000 tr/min |